# Luigi di San Giusto
(Luigi di San Giusto, 1915)
Luisa Macina Gervasio, nota come Luigi di San Giusto (Trieste, 4 febbraio 1865 – Pisa, 1936), è stata una scrittrice e giornalista italiana.

## Biografia
Luisa Macina Gervasio nacque a Trieste nel 1865, figlia di Luigi e Anna Kumar. Dopo aver frequentato l'Istituto Magistrale, svolse la professione di insegnante. Si sposò con Vito Macina (da cui si separò) con cui ebbe tre figli morti da bambini. Si trasferì prima in Puglia poi in Piemonte (a Torino), continuando a insegnare.
Essendo di sesso femminile, per avere l'opportunità della pubblicazione dei propri testi, adottò il nome Luigi di San Giusto.

### Giornalismo
Collaborò con varie riviste di critica letteraria, teatrale e politica, tra cui il Giornalino della Domenica e La Stampa. Tentò inoltre, senza successo, di creare un'associazione di giornaliste per tutelarne la categoria, a quel tempo non riconosciuta: le donne venivano riconosciute come scrittrici, non come giornaliste. Il segretario della Federazione Giornalistica Italiana, Giovanni Biadene, appoggiò la sua proposta d'introdurre le donne in campo giornalistico, ma non passò all'ordine del giorno.

### Carriera letteraria
Apprezzata per il proprio modo di esprimersi, prese parte a numerose conferenze e circoli letterari dove ebbe modo d'incontrare vari personaggi, tra cui Guido Gozzano e Amalia Guglielminetti.
Si dilettò scrivendo poesie, racconti e romanzi; nel 1888 vinse per la prima volta un concorso di scrittura, organizzato dalla Gazzetta del Popolo, proponendo due romanzi: Due donne e Il segreto di Donna Graziella. Nelle proprie scritture focalizzò spesso l'attenzione sui caratteri giovanili. Nel 1901 pubblicò Fede, un romanzo dedicato a Matilde Serao; nel 1905 curò le memorie di Linda Murri e scrisse Un figlio, romanzo autobiografico dove spiegò la causa del suo divorzio.
Si dedicò anche a tradurre in italiano testi per l'infanzia e le Elegie romane e il Viaggio in Italia di Goethe. Il risultato più importante della sua attività di traduttrice fu la traduzione integrale dal tedesco della Storia di Roma antica di Theodor Mommsen in 3 volumi (1903-1905).
Dopo la prima guerra mondiale sposò il fascismo e si pose il problema dell'antisemitismo nell'opera Schemagn Israel! Storia d'una famiglia ebrea durante il primo anno della Guerra Mondiale, testimoniando la vita di una famiglia ebrea all'inizio del novecento e descrivendo, tramite un dialogo, i pregiudizi contro gli ebrei.
Morì nel 1936.

## Opere
- Das Verhängnis meines Lebens: Aufzeichnungen aus dem Kerker Konegen, 1906, pp 448, scritto con Linda Murri e Emil Leimdörfer
- Una naufraga nella vita: (la storia di Rosina Bonetti), Torino, S.T.E.N., 1908, pp 261
- Le sette fontane: libro per il popolo, Torino, G. B. Paravia e C, 1922, pp 258
- La Conquista di Montemerlo, Torino, G. B. Petrini, 1928

### Romanzi
- Due donne, 1888
- Il segreto di Donna Graziella, 1888
- Un vinto, L. Roux e C. Edit., 1894, pp 450,
- La vita nuova, Ed. L. Roux, 1894
- Nennella, Ed. Roux Frassati 1895
- L'errore, Ed. Roux Frassati, 1896
- I Bimbi, Roux Frassati & Company, 1899, pp 321
- La maestra bella, Roux e Viarengo, 1901, pp 301
- Fede, Paravia, Giovanni Battista & C., 1901, pp 281
- Il Reduce, Casa Editrice Nazionale, 1903, pp 336
- Primavera italica, Roux e Viarengo, 1905, pp 434
- Le memorie di Linda Murri, Casa Editrice Nazionale Roux e Viarengo, 1905, pp 478
- Daniela, Rocca S. Casciano: L. Cappelli, 1907, pp 206
- Corona di spine, Ed. Cappelli, 1908, pp 415
- La bella dormente nel bosco, Ed. Cappelli, pp 271, 1908
- Nennella, Ed. G. B. Petrini, 1912, pp 278
- La casa ostile, Casa Ed. L. Cappelli, pp 208
- Schemagn Israel! Storia d'una famiglia ebrea durante il primo anno della Guerra mondiale, Torino, Petrini, 1927, pp 276
- La sorte migliore, Torino, Società Editrice Internazionale, 1939, pp 271

### Racconti
- Le spose bibliche Roux, Frassati, 1895, pp 53
- L'orso Martino Ed. S. Biondo, 1909, pp 23
- Il re della luna: novella fantastica Ed. S. Biondo, pp 24, 1910
- Il fratello minore sciocco: fiaba, Ed. S. Biondo, 1910, pp 24
- Il vecchio seggiolone Ed. S. Biondo, 1910, pp 24
- Cattivo Biondo, 1913, pp 24
- Il figlio del barbiere Biondo, 1914, scritto con Dalmonte, pp 24
- Albino Zenatti: Trieste, 9 dicembre 1859-Roma, 6 agosto 1915, 1915, pp 3
- Mascarillo, lo stordito, Ed. S. Biondo, 1915, pp 24
- Il paese della cuccagna: novelle per ragazzi Ed. cappelli, 1920, pp 134
- Sandra Ed. S. Biondo, 1909, pp 24

### Poesie
- Ballate e sogni: Versi Frassati, 1895, pp 196
- Il fanciullo giudice: commediola in otto quadri G.B. Paravia & c., 1930, pp 31
- Il dormiglione risvegliato: commediola in nove quadri, G.B. Paravia & c., 1930, pp 28
- Il fiasco di Cisti fornaio: commediola in tre quadri G.B. Paravia & c., 1932, pp 24
- Chichibio: commediola in quattro quadri G.B. Paravia & c., 1932, pp 28
- I Nibelunghi, Torino, UTET, 1933, pp 222
- Sette fontane: novelle e versi

### Traduzioni
- Elegie romane 1893, pp 51, traduzione di un'opera di Johann Wolfgang von Goethe
- Theodor Mommsen, Storia di Roma antica, Nuova traduzione italiana eseguita sull'ultima edizione tedesca da Luigi Di San Giusto, illustrata nei luoghi, nelle persone e nei monumenti a cura di Ettore Pais, 3 voll., Torino, Roux e Viarengo, 1903-05.
- La capanna dello zio Tom: Racconto della vita dei Negri nell'America del Nord prima dell'abolizione della schiavitù traduzione di un'opera di Harriet Elizabeth Beecher Stowe e ridotto per la gioventù, Ditta G. B. Paravia e C, 1913, pp 200
- Vita e gesta dell'ingegnoso Cavaliere Don Chisciotte della Mancia, G.B. Paravia e C., 1921, traduzione di un'opera di Miguel de Cervantes Saavedra, pp 172
- Il viaggio in Italia traduzione dell'opera di Johann Wolfgang von Goethe, G.B. Paravia, 1924

### Saggi e testi scolastici
- Secondo libro di letture tedesche ad uso delle scuole secondarie italiane Roux e Viarengo, 1900, pp 136
- La Rivoluzione d'Italia dal 46 al 70 Bureau central de presse, 1900, pp 224
- Gaspara Stampa. Saggio biografico, Modena, Formiggini, 1909 (monografia, pp. 91).
- Armi e fedi d'Italia - Unione generale fra gli insegnanti d'Italia, Sezione piemontese, Torino, Lattes, 1916, pp 118, scritto con Vittorio Scialoja
- Italia nostra! Libriccino della nostra guerra per i piccoli Italiani... della quarta classe elementare S. Biondo, 1917, pp 127
- La fabbrica dei maestri, Firenze, Vallecchi, 1919
- La vita e l'opera di Lorenzo il Magnifico Le Monnier, 1927, pp 213
- Il piccolo decamerone fascista: libro di fede e di storia per le scuole e per il popolo, Torino, G.B. Petrini, 1928, pp 314
- Appunti per lo svolgimento di temi di pedagogia - Preparazione ai concorsi magistrali, Torino, G.B. Petrini, 1929